# Philémon
Philémon (traducido en algunas ocasiones al castellano como Fidelio) es una serie de historietas creada por Fred en 1965 para la revista Pilote, protagonizadas por el personaje homónimo, Philémon, un joven campesino. 

## Argumento y personajes
En muchas de las historietas, Philémon conoce personajes y mundos secretos, aparentemente irreales y disparatados. Cuando Philémon narra sus aventuras a su padre o a otras personas del pueblo, solo recibe muestras de incredulidad. A menudo, las historietas tienen ciertas analogías con Alicia en el país de las maravillas. 
Los principales personajes con los que interactúa Philémon son:
- Su incrédulo padre, Hector, que cree que todas las aventuras que le cuenta su hijo como reales en realidad son meras fantasías.
- Su mascota, el asno Anatole, al que le encanta comer cardos.
- Su tío Félicien, con dotes de mago, quien le ayuda a pasar de un mundo a otro.
- El pocero Bartélémy, el náufrago de la isla A, quien viste como Robinson Crusoe

## Trayectoria editorial
La historieta apareció por primera vez en la revista Pilote en 1965. 
Algunas historietas breves se tradujeron al español y se publicaron en la revista Gran Pulgarcito:
- La pesca de Fidelio: El tiempo de contar una historia o una historia en lo que cuenta el tiempo (Gran Pulgarcito n.º 36, 29 de septiembre de 1969).
- Un espectáculo inaudito (Gran Pulgarcito n.º 48, 22 de diciembre de 1969).
- Un extraño carrusel (Gran Pulgarcito n.º 54, 2 de febrero de 1970).

En España también aparecieron muchas aventuras en la revista infantil Cavall Fort, en catalán (adaptada a esa lengua por Albert Jané), de forma mensual, durante unos cincuenta números publicados entre 1979 y 1990. La serie se llamó entonces Filalici, y gozó de una segunda etapa, más reciente (2018-2019) con dos historietas largas y dos cortas:
- El naúfrago de "A" (Cavall fort nºs 1339-1344 / V/2018-15/VII/2018)
- El viajero del tiempo (historia corta) (Cavall fort n.º 1347 / 1/IX/2018)
- El zoo de madera (historia corta) (Cavall fort n.º 1348 / 15/IX/2018)
- El piano salvaje (Cavall fort nºs 1364-1373 / 15/V/2019 / 1/IX/2019)

Se citan a continuación los nombres originales de los álbumes, en francés, y detrás el título en castellano de la edición integral en tres volúmenes publicada por ECC en 2016. Las fechas corresponden a las primeras ediciones en álbum por la editorial Dargaud. La aparente anomalía de que el primer tomo se publique en el mismo año que el duodécimo se debe a que es una recopilación de dos historietas cortas sobre el personaje que hasta el momento estaban inéditas en formato álbum: "Avant la lettre" y "Par le petit bout de la lorgnette".
1. Avant la lettre (1978) (Al pie de la letra)
2. Le Naufragé du « A » (1972) (El náufrago de la "A")
3. Le Piano sauvage (1973) (El piano salvaje)
4. Le Château suspendu (1973) (El castillo colgado)
5. Le Voyage de l'incrédule (1974) (El viaje del incrédulo)
6. Simbabbad de Batbad (1974) (Simbabbad de Batbad)
7. L'Île des brigadiers (1975) (La isla de los sargentos)
8. À l'heure du second « T » (1975) (La hora de la segunda "T")
9. L'Arche du « A » (1976) (El arca de la "A")
10. L'Âne en atoll (1977) (El burro en el atolón)
11. La Mémémoire (1977)
12. Le Chat à neuf queues (1978) (El gato de nueve colas)
13. Le Secret de Félicien (1981) (El secreto de Fèlicien)
14. L'Enfer des épouvantails (1983) (El infierno de los espantapájaros)
15. Le Diable du peintre (1987) (El diablo del pintor)
16. Le Train où vont les choses, (2013) (El tren en el que viajan las cosas)

No todos los álbumes tienen el mismo número de páginas: oscilan entre las 44 y las 64. Hay al menos tres historias breves nunca recogidas en álbum, tituladas "Blurp!", "Trois petits tours" y "Une histoire pour passer le temps".